# Бжишево
Бжишево (пол. Brzyszewo, нім. Birken) — село в Польщі, у гміні Ходеч Влоцлавського повіту Куявсько-Поморського воєводства.
Населення — 453 особи (2011).
У 1975-1998 роках село належало до Влоцлавського воєводства.

## Демографія
Демографічна структура станом на 31 березня 2011 року:
|          | Загалом | Допрацездатний вік | Працездатний вік | Постпрацездатний вік |
| -------- | ------- | ------------------ | ---------------- | -------------------- |
| Чоловіки | 212     | 44                 | 149              | 19                   |
| Жінки    | 241     | 63                 | 127              | 51                   |
| Разом    | 453     | 107                | 276              | 70                   |